# Louis de Fourcaud
Louis de Boussès de Fourcaud, född den 5 november 1853 i Beaumarchés, död där den 19 oktober 1914, var en fransk konsthistoriker.
Fourcaud efterträdde 1893 Hippolyte Taine som lärare i estetik och konsthistoria vid École des beaux-arts. Han författade Bastien-Lepage, sa vie et ses œuvres (1885), Théodule Ribot, sa vie et ses œuvres (samma år), L'évolution de la peinture en France au XIX:e siècle (1890), monografier över Alfred Roll (1896), Jean Siméon Chardin (1901), Émile Gallé (1903), François Rude (samma år) med mera och var dessutom en kunnig, klarsynt och framåtvisande medarbetare i tidskriftslitteraturen.